# FC Ljubljana
L'FC Ljubljana, meglio noto come FC Lubiana in italiano, è stata una società calcistica slovena con sede nella città di Lubiana.

## Storia
La squadra è stata fondata nel 2005 da un gruppo di tifosi, in seguito alla scomparsa della storica società che rappresentava la città, l'NK Lubiana. Partì dalla quarta serie locale, dove trascorse principalmente per la sua storia, fino al 2010, quando venne promossa in Tretja slovenska nogometna liga, la terza serie locale. Fu l'unica stagione trascorsa dal club in tale categoria che, nonostante un buon inizio dove lottò per la promozione, nel prosieguo del campionato sorsero seri problemi finanziari che portarono al peggioramento dei risultati e, alla fine del torneo, alla mancata concessione della licenza da parte della Federcalcio slovena ed al fallimento della società.

## Stadio
Il FC Ljubljana disputava le partite casalinghe allo Športni park Šiška, impianto da 2308 posti sito nel distretto di Šiška, da cui prende il nome.

## Giocatori
- Kristjan Cimirotič
- Sebastjan Cimirotič
- Gjergji Dema
- Safet Hadžić
- Gregor Hočevar
- Stojan Plešinac
- Darko Srovin
- Nik Pačarić